# Erythrogonia marilis
Erythrogonia marilis är en insektsart som beskrevs av Melichar 1926. Erythrogonia marilis ingår i släktet Erythrogonia och familjen dvärgstritar. Inga underarter finns listade i Catalogue of Life.